# 劇場版 魔法少女まどか☆マギカ
『劇場版 魔法少女まどか☆マギカ』（げきじょうばん まほうしょうじょまどかマギカ）は、日本のテレビアニメ『魔法少女まどか☆マギカ』のアニメーション映画シリーズである。
テレビシリーズを再編集して前後編とした2作と、その後の物語を描いた完全新作で構成される。総集編の『[前編] 始まりの物語』と『[後編] 永遠の物語』は2012年10月6日（前編）・10月13日（後編）に、完全新作の『[新編] 叛逆の物語』は2013年10月26日に公開された。
2021年4月25日に開催されたシリーズ開始10周年記念イベントにおいて、10周年記念プロジェクトの一環として新編の正統続編となる新作映画『劇場版 魔法少女まどか☆マギカ〈ワルプルギスの廻天〉』が、主要スタッフ・声優が続投する形で制作することを決定したと発表した。2026年2月公開予定。

## 物語
前編はテレビ版の8話まで、後編は9話以降の総集編となっている。

### [前編] 始まりの物語
主人公・鹿目まどかの通う見滝原中学へ、暁美ほむらが転校してくる。まどかに、保健室へ連れて行って欲しいと頼んだほむらは道すがら、「あなたは自分の人生が尊いと思う?家族や友人を大切にしてる?」と問いかける。大切だと答えるまどかに、「なら、今の自分とは違う自分になんてなろうと思わないことね」と言葉を残し、その場を立ち去る。
放課後、親友の美樹さやかと寄り道していたまどかは、「助けて」と呼ぶ謎の声に導かれて迷い込んだビルの一角にて、ネコともウサギとも似た生物・キュゥべえとそれを殺そうとしているほむらに出くわす。戸惑いつつも、傷付いたキュゥべえを助けるが、直後に魔女の結界に迷い込んでしまい「造園の使い魔」に襲われる。そのピンチを、同じ中学の先輩にもあたる魔法少女の巴マミに助けられ、魔女と魔法少女の戦いの一端を知ることになる。
マミに救われた2人は、キュゥべえに「僕と契約して魔法少女になってほしい」と告げられる。どんな願いも叶え、その引き換えに魔法少女になってほしいという夢のような話を聞かされるが、同時にマミから魔法少女は人の世に仇なす魔女を倒す厳しい戦いを続けていかなければならない事実も伝えられ、慎重な判断をするよう忠告される。そのために、魔女との戦いを見学をするうち、世の安全のために、しかし華麗に戦い続けるマミの姿を目にし、2人は魔法少女になることへの強い憧れを抱く。一方、まどかが魔法少女の世界に関わることを止めさせようとするほむらは、キュゥべえやマミに対して敵対的な態度を取る。
ある日、2人がさやかの幼馴染のバイオリニストであり、秘かに想いを寄せる上条恭介が入院する病院へ見舞う帰り際、グリーフシードが孵化しかかっているのを見つける。まどかはマミへ助けを求め、合流して魔女の結界の最深部へと向う中、マミへの憧れを打ち明ける。距離を置くマミだが、まどかの「マミさんはもう一人ぼっちなんかじゃないです」という言葉に涙する。先に魔女の元へ向かっていたさやかとキュウべえの元に辿り着き、一人ではない幸せを胸に魔女やその手下と戦うマミだったが、直後に食い殺されるという無残な死を遂げる。それを見ていたまどかとさやかに、キュゥべぇが契約を迫るが、結界の入り口にてマミに邪魔をさせまいと拘束されていたほむらが現れ、魔女を倒す。
マミの死に様という過酷な現実を突き付けられた2人は魔法少女になる決意を挫かれ、その判断をほむらは歓迎する。しかし、さやかは二度と腕は動かないという宣告に絶望する恭介を前に、ケガを治すためキュゥべえと契約をする。
マミの遺志を継ぎ魔女と戦っていく決意を固めるさやか。その前に、利己主義を信念とする魔法少女・佐倉杏子が現れる。自分が生きるためのみに魔女を倒し、一般人の犠牲も厭わないというマミとは対照的な振る舞いにさやかは反発し、魔法少女同士の争いが生じる。2人の争いを止めたいも、無力ゆえに何も出来ないまどかに、今すぐ魔法少女になれば二人を止められるとキュゥべえは唆すが、そこへ現れたほむらによって争いは制止される。
対決は有耶無耶になったが、さやかはほむらや杏子に対し敵意を抱く。その後、恭介の家の前に佇むさやかの前に現れた杏子は、さやかを挑発。歩道橋に場を移しての対決の場へ、キュゥべえの先導で割り込んだまどかは諍いを止めようとするも、その際の行動により、魔法少女の魔力の源であると思われていた「ソウルジェム」、実は少女から分離された魂を収めている器であり、魔法少女の肉体は魂を引き抜かれて異質なものに変質していることが明かされる。
さやかは、ゾンビのように変質していた身体に負い目を感じ、退院した恭介のことを避ける。一方、杏子には父の教会に人がたくさん来て欲しくてキュゥべえと契約したという過去があった。他人のためにという共通した願い、その願いに裏切られた自分を前に「正義の味方」であろうとする姿に心を寄せていくが、時を同じくして、さやかは自分の友人である志筑仁美もまた恭介に好意を抱いていることを打ち明けられる。自分の決意をも裏切る嫉妬の感情に苛まれ、自分が本心では恭介に見返りを求めていたという事実にさやかは直面する。
悪い状況や心のすれ違いが重なり、まどかの説得も虚しくさやかは心身共に追い詰められていく。まどかはさやかを救うためにキュゥべえと契約しようとするが、それをきっかけにほむらの本心が明かされる。無謀な戦い方を続けるさやかの身を案じる杏子の想いとは裏腹に、自分や人間に対する失望を重ねたさやかのソウルジェムはついに濁りきり、「人魚の魔女」へと化す。

### [後編] 永遠の物語
キュゥべえの正体はインキュベーターと呼ばれる地球外生命体の端末であり、魔法少女が魔女になることは彼らによって仕組まれたことであった。その真意を問いただすまどかに対し、キュゥべえは自分たちの種族の目的が宇宙の寿命を延ばすことにあり、そのために魔法少女たちが希望から絶望へ相転移し魔女となる際に発生する、熱力学第二法則に縛られない莫大な感情エネルギーを回収しているのだと語る。まどかはキュゥべえへの不信を露わにし、真意を伏せて少女たちと契約を結んできたことを「騙してきた」と非難するが、感情を理解しないキュゥべえは、見解の相違によって生じた齟齬について、一方的に責められることのほうが理不尽であるとし、地球人を含む宇宙全体の公益のため、まどかの自己犠牲を期待する旨を告げて去る。
さやかを人間に戻す手段がないことを信じられない杏子は、さやかの親友であるまどかが呼びかけ続ければ彼女を元に戻せるのではないかと考え、二人で「人魚の魔女」に立ち向かう。しかし試みは失敗し、杏子と「人魚の魔女」は相討ちとなって果てる。その一方、見滝原には大災害をもたらす最強の魔女「ワルプルギスの夜」が迫りつつあり、キュゥべえは3人の魔法少女が戦死した今、高い素質を持つまどかが魔法少女にならない限り見滝原を救うことができない、と予見する。
一方、それまでは謎に包まれてきたほむらの素性や目的も明らかにされる。彼女は異なる時間軸からやってきた時間遡行者であり、元の時間軸において初めて得た友人でありながら「ワルプルギスの夜」と戦うも死亡してしまったまどかを救うべく、未来への道筋を求めて同じ時間の平行世界を何度も繰り返し戦い続けてきた存在であった。まどかが死を迎える、また魔女と化すという未来に突き当たるたびに幾度となく同じ時間を繰り返してきたほむらは、まどかの存在をよりどころとしていたが、それは結果的にいくつもの平行世界における因果の糸をまどかの存在へと束ね、まどかを最強の魔法少女にして最悪の魔女となる素質を与えることへと繋がっていた。そのことをキュゥべえに指摘されたほむらは、愕然とする。
さやかの遺体が街中で発見され、彼女の告別式から帰宅したまどかは気落ちしていた。そこへキュゥべえが姿を見せ、インキュベーターと魔法少女の関わりの歴史をまどかに説明するも、その過酷さを知ったまどかは混乱に陥る。のち、ほむらの家を訪ねたまどかは助力を申し出るが、ほむらからは自らが辿ってきたこれまでの真相を打ち明けられると共に涙ながら諭され断られる。やがて見滝原には「ワルプルギスの夜」が来襲し、ほむらはありったけの武装で応戦するも敗れ、手詰まりな状態になり、絶望へ墜ちかけていた。そこへ一つの願いを携え、まどかはついにキュゥべえとの契約を決意する。そのまどかの願いとは「過去・現在・未来、全宇宙に存在する全ての魔女を、生まれる前に自分の手で消し去ること」。それは、時間への干渉を超えた物理法則の改変・すなわち因果律を組み替えるという、神の御業にも等しい願いであり、キュゥべえを動揺させる。しかし、ほむらの行いの結果によって、まどかはこの願いを背負い実現できる途方もない因果を持つに至っていたため、願いは成就される。
まどかの願いにより、宇宙は新たな法則の元に再構築された。まどか自身は人としての存在を失い、未来永劫魔女を生み出さないための概念として昇華するが、時間を超える能力を持つほむらだけがその過程を見届ける。時空を超えて遍在する概念と化し、すべての時代と世界を見ることができるようになったまどかは、これまでのほむらの労苦と友情を知ったことにより、自分を想い涙するほむらに心からの感謝と親愛の言葉をかける。そして、最後の奇跡として互いの記憶が残ることを願い、自らのリボンをほむらに託し、まどかはほむらの前から姿を消す。
新たに構成された世界では、魔法少女が魔女になることはなくなった代わりに魔獣が現れ、キュゥべえのエネルギー採取も、人の世の呪いから生まれた魔獣を倒すことで得られるエネルギーを利用する方法へと変わった。以前の世界で戦死したマミ、杏子は存命しているが、まどかの存在は、魔法少女らの間で「円環の理」という概念として口伝される以外には彼女の家族を含む皆の記憶から消えており、ほむらは以前の世界の記憶を持つ唯一の存在となった。そして、まどかの救った世界を守るべく戦い続けるほむらの姿が描かれて、映画は幕を閉じる。

### [新編] 叛逆の物語
見滝原中学校に通う、鹿目まどか、美樹さやか、巴マミ、佐倉杏子たちが、人の悪夢が具現化した怪物「ナイトメア」と毎夜戦う中、同じ魔法少女である三つ編み・眼鏡姿の少女、暁美ほむらが転校してきたところから物語は始まる。転校からひと月ほど経ったある日、五人の魔法少女とマミの友達であるベベ、魔法の使者であるキュゥべえと一緒に「ナイトメア」退治に立ち向かう中で、ほむらは違和感を覚え始める。そのことを杏子に打ち明け、調査を行ううちに、二人は見滝原から出ることができないばかりか、自分たちの記憶が巧妙に改竄されていることに気づく。そしてほむらは、ナイトメアとの戦いの舞台であるこの見滝原が「魔女」によって構築された結界の内部である、と確信する。
この世界にはすでに存在しないはずであった魔女についての記憶を取り戻したほむらは、かつてほむらが繰り返した時間の中で、マミを食い殺した魔女そのものだったベベを怪しいと睨む。ベベを捕らえ尋問するが、それがマミの怒りを買い衝突に至る。戦いの末にほむらはマミに捕縛されるが、突如現れたさやかに救い出される。そして、ことの裏側を知るそぶりを見せるさやかは、ほむらに、魔法少女の中にこの状況を望み、結界を作り出した魔女がいることを示唆した。「それは、裁かれなくてはいけないほど罪深いものなのか」との言動にほむらは疑念を抱くが、さやかは、ほむらの記憶より遥かに手練な動作で姿を晦ませてしまう。一方、マミもまた記憶に違和感を抱き始めていた。そこへ、ベベは自らが百江なぎさという者であることをマミに明かし、話を聞いてほしいと告げていた。
さやかを見失ったほむらは、夜の街をさまよう中でまどかに出会う。見滝原を見渡せる丘にて語り合う二人。そこでほむらは、このまどかは本物のまどかであると再認識し、ほむらや皆と永遠に別れる勇気は自分には無いと言うまどかの話を聞き、それがまどかの本心だと解釈して涙する。
やがてほむらは、この偽りの見滝原は自身の願いによってソウルジェムの中に創られた世界であるという結論に達する。現実世界ではほむらは魔女化に至る寸前の状態にあり、そこには、効率的な感情エネルギーの収集方法の確立を目論むインキュベーターの思惑が関与していた。
ほむらから「魔女が存在する世界における感情の相転移エネルギー」の話を聞かされていたインキュベーターは、魔女と「円環の理」の存在を検証するために、ほむらのソウルジェムを外部の干渉から遮断するフィールド内に隔離し、その経過を観察していた。この遮断フィールドは外側からの干渉は遮断するが、内側からは干渉できるよう仕掛けられており、内部のほむら（ほむらのソウルジェムの中にいる魔女としてのほむら）が望んだ、まどかをはじめとする一部の者たちだけはフィールドを通過して結界の中に招き入れられ、記憶を書き換えられ、偽りの見滝原で活動していたのであった。ほむらに「円環の理」を遮断フィールドの内側に招き入れさせ、自分たちが観測可能な状況でソウルジェムを浄化させる、これがインキュベーターの描いた実験のシナリオである。その最終目的は、「円環の理」の観測、そして干渉、制御であった。しかし、実験は停滞する。その原因は、魔女の結界内における記憶の捏造が、ほむら自身とまどかにまで影響していたことにあると、インキュベーターは認識していた。
まどかに「円環の理」としての記憶を取り戻させれば、インキュベーターは望むものを手に入れ、ほむら自身も救済を受けられる。全貌を明かした上でキュゥべえは、まどかに救済を求めるようほむらに促した。しかし、そのまどかの願いを踏み躙る思惑に激昂したほむらは、まどかには手を出させまいと、「円環の理」に導かれるのではなく、自ら魔女となり仲間に倒される道を選ぶ。魔女となった自分を巴マミや佐倉杏子が葬ってくれれば、インキュベーターの企みは破綻する。だがそれは、ほむら自身は救済を受けられないまま、絶望に沈むことをも意味していた。
絶望の力はやがて巨大な断頭台を出現させるに至り、魔女の姿へと変貌したほむらは自ら破滅への道を進み始めた。その時、鹿目まどか・美樹さやか・百江なぎさ・巴マミ・佐倉杏子が、ほむらを救うべく動きだす。その中心的な役割を果たしたのが、さやかとなぎさであった。二人は「円環の理」に導かれた魔女であり、インキュベーターは、鹿目まどかこそが「円環の理」であると認識していたが、さやかとなぎさもまた「円環の理」であった。二人は、まどかの「円環の理」としての記憶と力を秘かに預かり、また、他の魔女から借り受けた使い魔を引き連れ、結界内に入り込んでいたのである。五人と使い魔たちの活躍により、魔女の結界と遮断フィールドは破壊され、インキュベーターの企みは失敗に終わる。
まどかの記憶と「円環の理」の力も元に戻り、ほむらは「円環の理」に導かれるはずであった。「円環の理」そのものとなったまどかが、ほむらを導こうとソウルジェムに手をさし伸ばしたその時、ほむらは妖しげな笑みを浮かべてまどかの腕を掴み、まどかの人間としての記録を引き抜いてしまう。それはまどかを、つまりは「円環の理」という概念の一部を引き裂く行為であり、ほむらのソウルジェムは呪いを越えたおぞましい光へと染まり、ダークオーブへと変貌していた。そして世界は再び、ほむらの手で作り替えられる。インキュベーターすら事態の理解に苦しむ状況に、自らのソウルジェムを濁らせたのは呪いでさえなく、「希望」よりも熱く「絶望」よりも深い感情、すなわち「愛」であること、神にも等しい聖なるものを貶めて蝕んでしまった自分をもはや『悪魔』である、とほむらは語る。人類の感情は制御しきれないと危険視したキュゥべえは、地球への干渉を止めようとするものの、彼らにはまだ世界に蔓延る呪いを浄化する存在として働いてもらう必要がある、とほむらに協力を強要される。
『悪魔』となったほむらにより再構築された世界では、マミや杏子は元の形（杏子は見滝原中学校に通っている）で生活し、またさやかとなぎさは再び人間としてこの世で生きていくこととなった。さやかは「円環の理」としての記憶を残していたため、ほむらの行為を「魔法少女たちの希望であった『円環の理』を踏み躙った」と厳しく糾弾する。しかしほむらは、「まどかの人間としての記録を奪っただけ」、「『魔なる者（悪魔）』の自分が『神』の理に抗うのは当然」と応じた。怒りが収まらないさやかだったが、「円環の理」としての記憶が次第に失われゆく中では、ほむらが悪魔であることだけは忘れない、と告げるに留まった。
やがて、見滝原中学で在学生として過ごすほむらのクラスに、アメリカからの帰国子女としてまどかが転入して来る。ほむらがまどかに校内を案内しているとき、何か大切なことを忘れている気がする、と訝るまどかは、自分が「円環の理」として存在するべきであることを思い出しかけるが、ほむらにより止められた。そしてほむらは、いずれ敵対することになるのかもしれないがそれでも構わない、と言いつつ、かつての世界で受け取った赤いリボンを返し、「やっぱり、あなたの方が似合うわね」と涙を浮かべる。
半分欠けた月が満ちる夜、ほむらは裂かれた丘の公園で崖の上の椅子に座っていた。近くから物音がしたのを聞くと、ほむらは笑みを浮かべながらダークオーブを出現させ、雪の降り始めた月夜の下でバレエのようにひとり踊り、そして、高台より身を投げる。その足下では、毛並みを荒らしたキュゥべえがうずくまり、身体を震わせていた。キュゥべえの滲んだ瞳をアップに「叛逆の物語」は幕を閉じる。

## 声の出演
- 鹿目まどか - 悠木碧
- 暁美ほむら - 斎藤千和
- 巴マミ - 水橋かおり
- 美樹さやか - 喜多村英梨
- 佐倉杏子 - 野中藍
- キュゥべえ - 加藤英美里
- 志筑仁美 - 新谷良子
- 鹿目詢子 - 後藤邑子
- 鹿目知久 - 岩永哲哉
- 早乙女和子 - 岩男潤子
- 上条恭介 - 吉田聖子
- 中沢 - 松岡禎丞

前後編
- 女子 - 大久保瑠美、松嵜麗、佐倉綾音

前編
- ホスト - 飛田展男、三木眞一郎
- 恭介の父 - 田坂秀樹
- 看護婦 - 中村知子
- 工場長 - 荻野晴朗

後編
- 数学教師 - 松本大
- ニュースキャスター - 梅津秀行
- 市役所広報車 - 仲村水希

新編
- 百江なぎさ - 阿澄佳奈
- 女子生徒 - 赤﨑千夏、五十嵐裕美、上田麗奈
- 男子生徒 - 木島隆一、河西健吾、阿座上洋平、前田邦宏
- 偽街の子供達 - Nadine Stummer、Mae Hinck、Marina Miyamoto、Hannah Heile、Sandra Kraus

## 製作
| 原作                              | Magica Quartet |
| 総監督                            | 新房昭之 |
| 脚本                              | 虚淵玄（ニトロプラス） |
| キャラクター原案                  | 蒼樹うめ |
| 監督                              | 宮本幸裕 |
| 副監督                            | 寺尾洋之 |
| 絵コンテ                          | 笹木信作（新編） |
| 演出                              | 宮本幸裕、八瀬祐樹（前編）、川畑喬（新編）                                                                                  |
| キャラクターデザイン              | 岸田隆宏、谷口淳一郎 |
| 総作画監督                        | 谷口淳一郎、山村洋貴 |
| アクションディレクター （前後編） | 阿部望、神谷智大 |
| エフェクト作画監督 （新編）       | 橋本敬史 |
| 異空間設計                        | 劇団イヌカレー |
| 異空間美術（新編）                | 南郷洋一 |
| 美術監督                          | 内藤健 |
| 美術設定                          | 大原盛仁 |
| 色彩設計                          | 日比野仁、滝沢いづみ |
| ビジュアルエフェクト              | 酒井基 |
| 撮影監督                          | 江藤慎一郎 |
| 編集                              | 松原理恵 |
| 音響監督                          | 鶴岡陽太 |
| 音響制作                          | 楽音舎 |
| 音楽                              | 梶浦由記 |
| プロデューサー                    | 岩上敦宏、小林宏之（前後編） 細川修（前後編）土居由直（前後編） 金庭こず恵（前後編）、丸山博雄（前後編） 久保田光俊（新編） |
| 共同プロデューサー （新編）       | 淀明子、小林宏之、細川修 土居由直、金庭こず恵、丸山博雄                                                                     |
| アニメーション プロデューサー     | 岡田康弘 |
| アニメーション制作                | シャフト |
| 配給                              | アニプレックス（前編・後編・廻天） ワーナー・ブラザース映画（新編）                                                         |
| 製作                              | Madoka Movie Project（前編・後編） Madoka Movie Project Rebellion（新編）                                                   |

元々はテレビシリーズの次の展開を検討する企画として始まったが、虚淵玄の用意したプロットは放送話数が1クールに満たないものであり、同時にテレビシリーズを劇場版として見てみたいというスタッフの意見もあったことから、総集編と合わせるかたちで完全新作の劇場版を作るというプロジェクトに切り替わった。
主要スタッフはテレビ版の終盤からほぼ変わっていないが、テレビ版にて監督を務めた新房昭之の役職は総監督に変わり、シリーズディレクターを務めた宮本幸裕が監督として表記されている。また副監督には、テレビ版では原画として参加した寺尾洋之が新たに起用され、総作画監督を担当した谷口淳一郎はキャラクターデザインにも名を連ねている。もう一人の総作画監督は他のシャフト作品でも作画監督として起用されてきた山村洋貴が新たに務めている。映像を作成するにあたっては、テレビ用の作り方では劇場のスクリーンでは映像の粗さが目立つようになるため、それに耐えうるように劇場用の大判の原画用紙にキャラクターを大きめに書き、撮影時に縮小して映像に落としている。
製作にはアニプレックス、芳文社、博報堂DYメディアパートナーズ、ニトロプラス、ムービック、MBS、シャフトの7社からなる製作委員会・Madoka Movie Projectがクレジットされており、配給は前後編をアニプレックス、新編をワーナー・ブラザース映画が務める。

### 製作（前後編）
構成としては、前編がテレビシリーズの第8話までを、後編が第9話以降を元に再構成されている。このような分割をしたことについて、新房は「単純に考えると6話ずつになるだろうが、第6話や第7話で区切るのは物語的にも違和感があって何かが違う。区切るのは意図的にも第8話しかなく、その上で考えて後編は第10話から始めて前編と同じシーンからスタートできればいい仕掛けになるのでは、と考えたが、第9話と第10話を入れ替えると第9話での情報や展開を元にしないと第10話が成立しない。第9話を前編に組み込むとさらにバランスが悪くなるため、現在の形になった」としている。構成するにあたって、編集を担当した松原理恵が2時間に収まる形で前編の雛形を作成し、新房がシーンの加除を行って最終的な形とした。一方、後編についてはテレビでの展開をほぼそのまま活かし、重要なシーンが多いためほとんどカットは行っておらず、第10話と第12話のラストで流れる「コネクト」も「入らないとしっくりこない」として、そのまま流れる構成となっている。
映像を作成するにあたっては、絵柄の統一を図りつつ劇場のスクリーンで映えるようになることを第一の方向性として修正されており、動画と仕上げをやり直している。また、テレビのままでは寄りすぎた印象を受けるため、画角は全体的に引きぎみになっており、「手を入れていないカットは1カットもない」と監督の宮本は語っている。オープニングや変身シーンをはじめとする新規映像の追加も行われ、中には杏子が食べているものが変更されていたり、私服姿のまどかや魔法少女時のさやかの髪飾りなど、蒼樹うめがデザインを新規に書き起こしたものもある。また、魔女が登場するシーンでも劇団イヌカレーのこだわりによって、変更が施されている。セリフについても新たに収録し直されており、新房はこうした変更について、「この劇場版は『もう1,2回ループした世界』というイメージがある。何もかもが同じではなく、細かいところがちょっと違う」としている。ただし、第10話相当分の音声については、テレビ放送時の音声をそのまま使用している。このことについて総監督の新房は「すでにあった出来事で、新たなループとは関係なく、新たにアフレコをし直す意味付けがない」と述べ、音響監督の鶴岡陽太はテレビ版10話以上のパフォーマンスを出すのは難しいため新録はしたくなかったと述べている。
音楽面では、梶浦由記が新たに約40曲の新規楽曲を書き下ろしており、特に魔女の登場シーンでは、劇団イヌカレーが考えた歌詞をドイツ語にし、コーラス曲にした楽曲を使用している。既存楽曲もバージョン違いを多数作ったほか、テレビシリーズで用いられた楽曲についても5.1chにミックスし直されている。

### 製作（新編）
『魔法少女まどか☆マギカ』の新作を作るという話は冗談まじりながらテレビシリーズの放送中からスタッフ間で行われており、2011年3月にプロットの原型となるものが虚淵から提出された。その後、プロデューサーの岩上と総監督の新房、脚本の虚淵、キャラクター原案の蒼樹の四者によるブレインストーミングを行い、虚淵がプロットおよび脚本として纏めていった。虚淵が最初に書いたプロットはテレビシリーズの結末の延長線上にある話にしかならず、虚淵が悩んだ時期もあったというが、新房が「まどかとほむらが敵対するのもあり」といった一言を口にしたことが突破口となり、構成案が固まったと虚淵は述べている。当初はテレビシリーズの第2期とする案もあったが、構成案が固まったところで12話にすることは難しいという判断が為され、劇場版として企画が動くこととなった。脚本会議はその年の夏まで続いた。
完全新作となっており、新たに登場する百江なぎさは、蒼樹のデザイン原案を元に総作画監督の谷口淳一郎がキャラクターデザインに起こした。一部のキャラクターの設定画もクリーンアップされており、特に新規の表情集は、映像化したときに思いもかけない画面にならないよう絵コンテ時よりも抑えた表情となっている。また、キュゥべえの大きさはテレビシリーズではシーンごとにまちまちであったが、新編では設定が詰められた上で描かれている。
新編の絵コンテは、スタジオジブリ出身でテレビ版では第10話などを担当した笹木信作が務めており、絵コンテの総カット数は2300カットに及び、一本の映画としてはスタジオジブリで最も絵コンテのカット数が多かった『もののけ姫』の1676カットを凌ぐカット数となっている。
アフレコは前半と後半の二度に分けて行われ、前半の収録は声優陣に後半の展開が伏せられて行われた。また、ほむらに関しては映画終盤にかけてのパートが公開直前に録り直されている。演じた斎藤によれば録り直す前はダークな印象が強かったが、リテイクによって少女らしさや人間らしさも感じられるものに変わったという。

## 主題歌
主題歌は、『[前編] 始まりの物語』がClariSの「ルミナス」、『[後編] 永遠の物語』がKalafinaの「ひかりふる」とされている。「ルミナス」は前後編共にオープニングテーマとして使用されている。「ひかりふる」は劇中BGM「Sagitta luminis」に歌詞を加えた楽曲となっており、同様に劇中BGMである「Credens justitiam」にも日本語歌詞がつけられ、「未来」という曲名でKalafinaが歌ったものが前編の挿入歌として用いられている。このほか、テレビシリーズの主題歌もアレンジされて使用されている。
前編
オープニングテーマ「ルミナス」
作詞・作曲 - 渡辺翔 / 編曲 - 湯浅篤 / 歌 - ClariS
エンディングテーマ「Magia [quattro]」
作詞・作曲・編曲 - 梶浦由記 / 歌 - Kalafina
挿入歌「未来」
作詞・作曲・編曲 - 梶浦由記 / 歌 - Kalafina

後編
オープニングテーマ「ルミナス」
作詞・作曲 - 渡辺翔 / 編曲 - 湯浅篤 / 歌 - ClariS
エンディングテーマ「ひかりふる」
作詞・作曲・編曲 - 梶浦由記 / 歌 - Kalafina
挿入歌
「コネクト」
作詞・作曲 - 渡辺翔 / 編曲 - 湯浅篤 / 歌 - ClariS
劇中ではテレビシリーズのオープニング使用形態のほか、オーケストラアレンジバージョンも使用。
「Magia [quattro]」
作詞・作曲・編曲 - 梶浦由記 / 歌 - Kalafina

新編
オープニングテーマ「カラフル」
作詞・作曲 - 渡辺翔 / 編曲 - 湯浅篤 / 歌 - ClariS
エンディングテーマ「君の銀の庭」
作詞・作曲・編曲 - 梶浦由記 / 歌 - Kalafina
挿入歌「misterioso」
作詞・作曲・編曲 - 梶浦由記 / 歌 - Kalafina

## 公開
『まどか☆マギカ』映画化の報は、2011年11月10日に公式ウェブサイト・および『月刊ニュータイプ』2011年12月号において、初めて発表された。

### 劇場上映
前後編については『劇場版 魔法少女まどか☆マギカ[前編] 始まりの物語』が2012年10月6日より、『劇場版 魔法少女まどか☆マギカ[後編] 永遠の物語』が同年10月13日より公開された。
『[新編] 叛逆の物語』は予告編が『[後編] 永遠の物語』にて初めて公開された後、本編が2013年10月26日に公開された。同作では『〈物語〉シリーズ セカンドシーズン』とのコラボとして、上映直前に西尾維新書き下ろし（絵：針玉ヒロキ）による、次回予告風の劇場マナー告知短編映像が週替りで公開され、第1週（2013年10月26日 - 11月1日)には忍野扇・第2週（2013年11月2日 - 8日）は阿良々木火憐&阿良々木月火・第3週（2013年11月9日 - 15日）は八九寺真宵・第4週（2013年11月16日 - 22日）は戦場ヶ原ひたぎバージョンのマナー告知となっている。なお、阿良々木月火役の井口裕香以外の声優は、本作品においても主要なキャラクターの声を充てている。
劇場版の世界展開は2012年9月13日に公式ウェブサイトにて発表され、アメリカ合衆国、フランス、イタリア、サンマリノ、韓国、台湾、香港、シンガポール、オーストラリア、カナダの10か国43都市で10月から3月にかけて前後編が上映された。サンフランシスコでのチケットはウェブページの公開から3日以内で完売した。また、『[新編] 叛逆の物語』はJapan Expo 2013にてフランスで2013年11月16日に公開されることが発表され、アメリカでも12月3日にハリウッドのエジプシャン・シアターでプレミア上映を実施した後、ロサンゼルスのダウンタウン・インディペンデントで一週間の興行を実施、アメリカ45館、カナダ30館で公開されている。また、新編の日本国外での公開はこれらや台湾、香港、韓国などに加えメキシコ、オーストラリア、ニュージーランドでも実施され、9か国107劇場での上映が行われたが、さらに他のアジア各国やヨーロッパ各国などでも公開国は拡大された。
なお、アメリカのあるアニメファンサイトでは『[新編] 叛逆の物語』に対してR指定相当と評価している。

### Blu-ray Disc / DVD
前編・後編の映像ソフトは、2013年7月24日に発売された。BDは前後編セットで完全生産限定版と通常版が、DVDは前編・後編それぞれ通常版のみが発売。映像特典として特報、劇場予告編、テレビCM集、ノンクレジットオープニング/エンディングが収録されるほか、BD版には日本語、英語、フランス語、スペイン語、中国語（繁体字）、韓国語の本編字幕も収録されている。また、BD限定版は描きおろしデジパック+三方背ボックス仕様となっており、オリジナルサウンドトラックCDと特製ブックレットが同梱されている。
新編の映像ソフトは、2014年4月2日に発売された。BDの完全生産限定版と通常版、DVDの通常版が発売。映像特典としてノンクレジットオープニング/エンディングが収録されるほか、BD版には日本語・英語の本編字幕も収録される。また、BD限定版は描き下ろしデジパック+三方背ボックス仕様となっており、特製ブックレット、オリジナルサウンドトラックCD、終盤部のほむらの音声をリテイク前の物に差し替えた「本編 HOMURA 1st take version.」、前述の『〈物語〉シリーズ セカンドシーズン』とのコラボレーションの劇場マナー告知映像、後述の公開記念特番『劇場版公開記念 2時間でわかる! 大ヒットアニメ「魔法少女まどか☆マギカ」』、特報・劇場予告編・テレビCM集を収録した特典BDが同梱されている。新編のBlu-ray&DVD発売の際には、プロモーションとして乃木坂46とのコラボレーションCMが放送された。これは乃木坂46のシングル「気づいたら片想い」との発売日がBlu-ray&DVDと同日であったことから実現した。
2021年4月21日には、テレビアニメ放送開始10周年を記念して、劇場版3作品を収録したBD2枚組のコンパクト盤「劇場版 魔法少女まどか☆マギカ 10th Anniversary Compact Collection」が発売された。
2025年1月29日には、劇場版3作品を4K HDR化したBD3枚組の「劇場版 魔法少女まどか☆マギカ [前編]始まりの物語/[後編]永遠の物語/[新編]叛逆の物語 4K Ultra HD Blu-ray」が発売された。
| 発売日        | 商品名                                                                                                | 収録内容                                                | オーディオコメンタリー                                       | 規格品番     | 規格品番        | 規格品番  |
| 発売日        | 商品名                                                                                                | 収録内容                                                | オーディオコメンタリー                                       | BD限定版     | BD通常版        | DVD通常版 |
| ------------- | --- | ------------------------------------------------------- | ------------------------------------------------------------ | ------------ | --------------- | --------- |
| 2013年7月24日 | 劇場版 魔法少女まどか☆マギカ [前編] 始まりの物語 / [後編] 永遠の物語                                  | [前編] 始まりの物語                                     | 悠木碧、斎藤千和、喜多村英梨、水橋かおり                     | ANZX-3131〜3 | ANSX-3131〜2    | ANSB-3131 |
| 2013年7月24日 | 劇場版 魔法少女まどか☆マギカ [前編] 始まりの物語 / [後編] 永遠の物語                                  | [後編] 永遠の物語                                       | 悠木碧、斎藤千和、野中藍、加藤英美里                         | ANZX-3131〜3 | ANSX-3131〜2    | ANSB-3132 |
| 2014年4月2日  | 劇場版 魔法少女まどか☆マギカ [新編] 叛逆の物語                                                        | [新編] 叛逆の物語                                       | 悠木碧、斎藤千和、喜多村英梨、水橋かおり、野中藍、加藤英美里 | ANZX-3531    | ANSX-3531       | ANSB-3531 |
| 2021年4月21日 | 劇場版 魔法少女まどか☆マギカ 10th Anniversary Compact Collection                                      | [前編] 始まりの物語 [後編] 永遠の物語 [新編] 叛逆の物語 | N/A                                                          | N/A          | ANSX-13095      | N/A       |
| 2025年1月29日 | 劇場版 魔法少女まどか☆マギカ [前編]始まりの物語/[後編]永遠の物語/[新編]叛逆の物語 4K Ultra HD Blu-ray | [前編] 始まりの物語 [後編] 永遠の物語 [新編] 叛逆の物語 | N/A                                                          | N/A          | ANSW-3131〜3133 | N/A       |

| 前後編オリジナルサウンドトラック | 前後編オリジナルサウンドトラック | 前後編オリジナルサウンドトラック |
| #                                | 曲名                             | 日本語(意訳)                     |
| -------------------------------- | -------------------------------- | -------------------------------- |
| 1                                | encounter                        |                                  |
| 2                                | warning #1                       |                                  |
| 3                                | warning #2                       |                                  |
| 4                                | odd world #1                     |                                  |
| 5                                | odd world #2                     |                                  |
| 6                                | no more fear                     |                                  |
| 7                                | wo ist die käse?                 |                                  |
| 8                                | short action                     |                                  |
| 9                                | fateful #1                       |                                  |
| 10                               | something unusual                |                                  |
| 11                               | crises happening                 |                                  |
| 12                               | witch world #1                   |                                  |
| 13                               | odd world #3                     |                                  |
| 14                               | wicked                           |                                  |
| 15                               | a human bullet                   |                                  |
| 16                               | mother and daughter              |                                  |
| 17                               | touch-and-go                     |                                  |
| 18                               | fateful #2                       |                                  |
| 19                               | she has a past                   |                                  |
| 20                               | she has a heart                  |                                  |
| 21                               | complicated mind                 |                                  |
| 22                               | wounded feeling                  |                                  |
| 23                               | witch world #2                   |                                  |
| 24                               | collapse                         |                                  |
| 25                               | fateful #3                       |                                  |
| 26                               | deep in grief                    |                                  |
| 27                               | threatening                      |                                  |
| 28                               | she is a witch                   |                                  |
| 29                               | fateful #4                       |                                  |
| 30                               | facing the truth #1              |                                  |
| 31                               | I'll be with you                 |                                  |
| 32                               | I miss you                       |                                  |
| 33                               | Time-manipulation                |                                  |
| 34                               | facing the truth #2              |                                  |
| 35                               | her wings                        |                                  |
| 36                               | rebirth                          |                                  |
| 37                               | for the next episode             |                                  |

| 新編オリジナルサウンドトラック | 新編オリジナルサウンドトラック  | 新編オリジナルサウンドトラック             |
| #                              | 曲名                            | 日本語(意訳)                               |
| ------------------------------ | ------------------------------- | ------------------------------------------ |
| 1                              | once we were                    | むかしむかし、みらいのむこう               |
| 2                              | nightmare ballet                | ナイトメアのバレエ                         |
| 3                              | まだダメよ                      | まだダメよ                                 |
| 4                              | nice to meet you                | どうかよろしく                             |
| 5                              | nothing special, but so special | ずっと、ずっと、待ってた気がする           |
| 6                              | nightmare!!                     | ナイトメア                                 |
| 7                              | Holly Quintet                   | ピュエラ・マギ・ホーリー・クインテット     |
| 8                              | one for all                     | ちからをあわせて                           |
| 9                              | he is...                        | 大好きです                                 |
| 10                             | the battle is over              | 戦いの終わり                               |
| 11                             | doubt                           | 偽り                                       |
| 12                             | something, everything is wrong  | 何となく、でも、何もかも                   |
| 13                             | raise the curtain               | 悪夢の幕は上がる                           |
| 14                             | never get there                 | 辿りつけない                               |
| 15                             | I remember                      | 憶えてるのは…私だけなの？                  |
| 16                             | face the truth                  | それは絶望を撒き散らす、災厄の使い         |
| 17                             | doubt #2                        | ベベだけだった                             |
| 18                             | gonna fight with me             | 私と戦う羽目になるわよ                     |
| 19                             | absolute configuration          | 絶対配置                                   |
| 20                             | her dicision                    | 決断                                       |
| 21                             | where is the truth?             | 私達の敵は、魔獣でしょ                     |
| 22                             | pulling my own weight           | それがあたしの役目だからね                 |
| 23                             | another episode                 | あの子が世界を作り変えた                   |
| 24                             | wanna destroy?                  | 壊して本当に構わないのか                   |
| 25                             | dream world                     | 誰かが夢に見た願望の世界                   |
| 26                             | never leave you alone           | 私はなんてバカな間違いを                   |
| 27                             | this is the truth               | 張本人が誰なのか                           |
| 28                             | flame of despair                | 絶望の炎                                   |
| 29                             | now he is                       | あなたの仕業だったのね                     |
| 30                             | you are here                    | その答えは僕が教えてあげる                 |
| 31                             | experimentation                 | そこは僕たちが調整してるのさ               |
| 32                             | Noi!                            | あなたたちの狙いは何？                     |
| 33                             | the worst ending                | なぜ怒るんだい？                           |
| 34                             | I cursed myself                 | 私はこのまま魔女になってやる               |
| 35                             | this is my despair              | これが私の、絶望…                          |
| 36                             | theater of a witch              | 魔女の劇場                                 |
| 37                             | we're here for you              | あいつのためなら仕方ないか                 |
| 38                             | take your hands                 | 私が意気地なしだった                       |
| 39                             | wings of relief                 | 救済の翼                                   |
| 40                             | I was waiting for this moment   | この時を、待ってた…                        |
| 41                             | her new wings                   | もう悪魔とでも呼ぶしかないんじゃないかしら |
| 42                             | solve the riddle                | あんたはこの宇宙を壊すつもりなの？         |
| 43                             | I think this world is precious  | わたしは、貴いと思うよ                     |
| 44                             | happy ending                    | ハッピーエンド                             |
| 45                             | not yet                         | まだダメよ                                 |

### テレビ放送
製作局である毎日放送では新編公開前日深夜（当日未明）に当たる2013年10月25日に、前後編の地上波初放送を記念した一挙放送特別番組『劇場版公開記念!「魔法少女まどか☆マギカ」朝まで4時間SP』が放送された。これには、作品のファンを自称する芸能人（松尾翠、東野幸治、松井玲奈〈SKE48〉、はりけ〜んず）が出演するトークパートが番組冒頭、前編終了後、後編終了後に盛り込まれた。後編109分に関しては終了までCMなしという、民放としては異例の扱いで放送された。
TBSテレビでは2013年11月4日深夜（5日未明）に前編が、同年11月6日深夜（7日未明）に後編が放送され、上記の毎日放送の特番に盛り込まれたトークパートの一部も放送された。また、テレビ東京では11月4日に公開記念番組『2時間でわかる！ 魔法少女まどか☆マギカ』として前後編を再編集したダイジェスト版が放送、新編に至る内容を紹介したほか、公開を迎えた劇場からのリポートや新編の冒頭3分の映像テレビ初放送が行われた。ナレーションはほむら役の斎藤千和が担当。
2014年12月23日にはWOWOWプライムにおいて、劇場版3部作が一挙放送された。新編は初のテレビ放送となる。さらに翌週の2015年1月3日にはテレビシリーズ全12話の一挙放送が行われた。またWOWOWプライムにて2015年3月2日より前後編と新編、3月5日よりテレビシリーズ全12話の再放送を行った。
2017年5月4日（3日深夜）には、NHKのシリーズ企画「ニッポンアニメ100」の1つである「発表!あなたが選ぶアニメ ベスト100!」においてテレビシリーズが第3位に入ったことを記念し、NHK BSプレミアムにて前編および岩上プロデューサーのインタビューが放送された。
2025年10月12日から、前後編を改めてテレビ向けに全11話に再編成した『「魔法少女まどか☆マギカ 始まりの物語 / 永遠の物語」TV Edition』が、毎日放送・TBS系「日5」枠で放送開始予定となっている。
| 放送地域   | 放送局           | 放送期間                   | 放送日時      | 放送系列       | 備考                  |
| ---------- | ---------------- | -------------------------- | ------------- | -------------- | --------------------- |
| 近畿広域圏 | 毎日放送         | 2013年10月26日（25日深夜） | 0:59 - 5:30   | TBS系列        | 製作委員会参加 前後編 |
| 関東広域圏 | TBSテレビ        | 2013年11月5日（4日深夜）   | 2:42 - 4:52   | TBS系列        | 前編                  |
| 関東広域圏 | TBSテレビ        | 2013年11月7日（6日深夜）   | 3:05 - 4:54   | TBS系列        | 後編                  |
| 関東広域圏 | テレビ東京       | 2013年11月4日              | 8:00 - 10:00  | テレビ東京系列 | 新編特番              |
| 日本全域   | WOWOWプライム    | 2014年12月23日             | 15:30 - 17:42 | 衛星放送       | 前編                  |
| 日本全域   | WOWOWプライム    | 2014年12月23日             | 17:45 - 19:36 | 衛星放送       | 後編                  |
| 日本全域   | WOWOWプライム    | 2014年12月23日             | 19:45 - 21:42 | 衛星放送       | 新編                  |
| 日本全域   | WOWOWシネマ      | 2015年1月5日               | 23:00 - 1:15  | 衛星放送       | 前編                  |
| 日本全域   | WOWOWシネマ      | 2015年1月6日               | 23:00 - 1:00  | 衛星放送       | 後編                  |
| 日本全域   | WOWOWシネマ      | 2015年1月7日               | 23:00 - 1:00  | 衛星放送       | 新編                  |
| 日本全域   | NHK BSプレミアム | 2017年5月4日（3日深夜）    | 1:06 - 3:25   | 衛星放送       | 前編                  |

| 放送期間         | 放送時間           | 放送局                     | 対象地域 | 備考      |
| ---------------- | ------------------ | -------------------------- | -------- | --------- |
| 2025年10月12日 - | 日曜 17:00 - 17:30 | 毎日放送ほか TBS系列全28局 | 日本国内 | 『日5』枠 |

| 配信開始日     | 配信時間        | 配信サイト         |
| -------------- | --------------- | ------------------ |
| 2025年10月12日 | 日曜 17:30 更新 | MBS動画イズム TVer |

| 毎日放送・TBS系列 日5 | 毎日放送・TBS系列 日5                                         | 毎日放送・TBS系列 日5 |
| 前番組                | 番組名                                                        | 次番組                |
| --------------------- | ------------------------------------------------------------- | --------------------- |
| ウィッチウォッチ      | 「魔法少女まどか☆マギカ 始まりの物語 / 永遠の物語」TV Edition | 正反対な君と僕        |

## 評価
『[新編] 叛逆の物語』はぴあの調査による初日満足度ランキングでは、満足度91.0を獲得している。シネマトゥデイの映画短評では映画評論家の清水節から5つ星中、4つ星の評価を受けた。マイナビニュース会員によるランキングでは2013年公開のアニメ・特撮映画で面白かった作品として『[新編] 叛逆の物語』が男性編で第1位、女性編で第4位を記録している。またアニメ!アニメ!のアンケートでは2013年公開の最も面白かったアニメ映画は『[新編] 叛逆の物語』が総合1位となっている。ガジェット通信では2013年公開の映画で一番面白かった作品をアンケートしたところ『[新編] 叛逆の物語』が第2位となっている。映画.com読者が選ぶ2013年の映画ランキングでは第8位にランクインしている。

### 興行成績

#### 興行成績（前編・後編）
前編は全国43スクリーンという小規模での公開ながら、2012年10月6・7日の初日2日間で映画観客動員ランキング（興行通信社調べ）で初登場第7位となった。後編も同様に、43スクリーンでの公開で10月13・14日の初日2日間で興行収入1億7162万2400円、動員11万7413人を記録し、動員ランキングで初登場第2位、さらに1館あたりのアベレージでは399万1219円という成績を残し、興収別に集計した興収ランキングで第1位を記録している。
11月11日には前編が興収5億1863万2300円、後編が4億8262万5500円を記録、前後編合わせて興行収入が10億円を突破。こうした好調ぶりを受け、2012年11月1日には全国13スクリーンの公開館追加が決定し、全都道府県で公開されることが決定した。
前後編の累計動員は80万人となり、興行収入は11.5億円（前編：5.9億円、後編：5.6億円）に達した。
北米市場においては、日本のアニメファン向けの映画上映は限られるような状況にあり、アメリカ合衆国5都市・5館程度での公開となったが、3日間で6万2340ドルを記録、スクリーンアベレージは1万2468ドルとなり、その週末のランキングで全米2位となった。こうした好成績を受けてさらに5都市での追加公開も決定。最終的な興行収入は18万440米ドル（公開最終日2013年4月25日の1ドル＝99.25円で換算すると1790万8670円）となった。

#### 興行成績（新編）
新編は全国129スクリーンで公開され、2013年10月26・27日の初日2日間で興収4億3600円、動員27万1279人を記録、動員ランキングで初登場第1位となる。その衝撃的な結末がネット上を中心に反響を呼び、初日からリピーターが続出したことが要因となり、2011年公開の『映画けいおん!』の初週興収3億1600万円を上回るスタートとなった。
11月7日の時点で興行収入10億453万8650円を記録、深夜アニメの映画化作品としては『映画けいおん!』『劇場版 あの日見た花の名前を僕達はまだ知らない。』に次ぐ3作目の10億円突破作品となり、公開13日目での達成は最速記録となった。さらに、11月15日の時点で動員は100万5092人を記録。深夜アニメ劇場版として史上最速となる公開21日目で動員100万人を達成した。
その後も好調な成績を維持し、12月31日までの累計動員が145万1121人、累計興収が20億287万9400円を記録し20億円の大台を突破、『映画けいおん!』の19億円を超える深夜アニメの映画化作品としては上映当時史上最高の興行収入となった。2014年1月からは46館での新規上映を含む全国59館でのロングラン上映も決定している。2013年12月に発売された『日経エンタテインメント!』の最終興収見込みでは23億円が見込まれているとされていたが、2015年現在では最終興行収入は20億8000万円とされている。
また、北米での公開日より5週目時点（12月6日公開〈上映館数37館〉、翌年1月第1週時点〈上映館数2館〉）での、米国内興収は37万5627米ドルで、配給を行ったイレブンアーツ社としてはこれまでに配給した日本アニメのなかでは過去最大の興収となった（同時に、日本国内の12月15日時点の興収は1916万9007米ドルであったと発表されている）。アニメ市場が豊かな日本と違い海外各国では、パリでは1日限りの限定上映、台湾や米国でも映画館により1日から3日間のみとなり、台湾では抗議が殺到して急遽1日追加上映日が決まる事例も出るなど、日本国内と海外各国では視聴環境がかなり違うことを考慮する必要がある。

### 映像ソフトセールス
前後編のBD完全生産限定版は初週で約8万枚を売り上げ、2013年8月5日付オリコンチャートBD総合部門で第1位となった。テレビシリーズ第1巻の約6万9000枚を上回るシリーズ最高売り上げとなり、劇場版アニメのBDの初週売り上げとしては当時の第4位を記録した。新編のBD完全生産限定版は初週で約12万8000枚を売り上げ、2014年4月14日付オリコンチャートBD総合部門で第1位となった。テレビシリーズを含めた全シリーズでの7作目の首位獲得となり、当時のアニメBDとしては歴代第3位の初週売り上げを記録し、2014年度上半期ランキングでもオリコンチャートBDセールス部門とAmazon.co.jpのBD/DVDランキングアニメ部門でいずれもランキング1位となった。BD通常版もBD総合部門で第4位に、DVD版もDVD総合部門第3位に入っている。

### 受賞
『[新編] 叛逆の物語』は第37回日本アカデミー賞優秀アニメーション作品賞、東京アニメアワードフェスティバル 2014アニメ オブ ザ イヤー部門劇場公開部門優秀賞、第19回アニメーション神戸賞作品賞を受賞した。第86回アカデミー長編アニメ映画賞では出品はされたが、ノミネートはされなかった。

## 関連作品

### コミックス
『[新編] 叛逆の物語』の内容を再現した漫画が芳文社より2013年11月12日発売の1巻から3カ月連続で発行された。漫画ハノカゲ。

### コンシューマゲーム
『劇場版 魔法少女まどか☆マギカ The Battle Pentagram』のタイトルでPlayStation Vita専用の3Dアクションゲームがバンダイナムコゲームスより2013年12月19日に発売された。
映画前後編を元にしたプロローグルートとゲームオリジナルの本編ルートの2部構成になっている。そのため新編は関わっていない。本編ルートでは、ワルプルギスの夜との戦いで命を落とす寸前のまどかが、ほむらに対して「魔法少女全員の力を合わせれば勝てるかもしれない」と言ったことで、次の時間軸で魔法少女同士が友好な関係を築けるように働きかけるストーリーとなる。PlayStation@Storeではキャラクターの追加衣装を配信。

### アーケードカードゲーム
『劇場版 魔法少女まどか☆マギカ MAGICARD BATTLE』がセガ・インタラクティブ（2015年3月まではセガ）より2014年7月より稼動したアーケードカードゲーム。稼動終了した『イナズマイレブンGO バトリズム』のクルカステーション筐体を使用している。2014年10月31日より第2弾『劇場版 魔法少女まどか☆マギカ MAGICARD BATTLE 2nd』が、2015年2月19日より第3弾『劇場版 魔法少女まどか☆マギカ MAGICARD BATTLE 3rd』がそれぞれ稼働開始。
2015年9月4日から順次稼働終了となり、2006年12月に稼働した『きらりん☆レボリューション ハッピー★アイドルライフ』から8年9か月続いたクルカステーションの歴史の幕を下ろした。

### ソーシャルゲーム
『劇場版 魔法少女まどか☆マギカ [前編] 始まりの物語 / [後編] 永遠の物語』は、中国の映像配信会社嗶哩嗶哩とニトロプラス、モブキャストの共同開発による、嗶哩嗶哩が中国で独占配信のスマートフォン用アプリ。2016年12月22日よりiOS版配信開始、2016年12月28日よりAndroid版配信開始。
劇場版の前後編を元にした2D横スクロールアクション。中国語版だけが配信されているが、原作の声優陣による日本語音声を実装しているほか、アニメシリーズの一部のスタッフも製作に関わっている。

### オーケストラ
2014年10月13日より全国7都市で『劇場版 魔法少女まどか☆マギカ [新編] 叛逆の物語 オーケストラ・コンサート』を開催。協力アニプレックス、企画協力交響楽団「ワルプルギスの夜」。司会として、大阪公演は水橋かおりと阿澄佳奈、東京公演は野中藍、浜松公演は悠木碧が出演している。
- 2014年10月13日 大阪・オリックス劇場オリックス劇場
- 2014年10月25日 東京・東京芸術劇場
- 2014年12月7日 浜松・アクトシティ浜松
- 2015年2月10 - 11日 札幌・札幌市教育文化会館

### さっぽろ雪まつり
2015年2月開催の「第66回さっぽろ雪まつり」大通11丁目会場で劇場版コラボとしてキュゥべえの雪像が設置された。さらに、雪ミクとのコラボレーションも実施された。

### パチスロ・パチンコ
- SLOT劇場版魔法少女まどか☆マギカ [新編]叛逆の物語（2019年9月、メーシー）[98]
- SLOT劇場版魔法少女まどか☆マギカ [前編]始まりの物語/[後編]永遠の物語（2021年8月、ミズホ）[99]
- Pぱちんこ劇場版魔法少女まどか☆マギカ（2019年10月、京楽産業.）[100]
- Pぱちんこ劇場版魔法少女まどか☆マギカ キュゥべえver.（2020年10月、京楽産業.）